# PSG.LGD
PSG.LGD是一家由法国足球俱乐部巴黎圣日耳曼和中国电竞战队LGD Gaming在2018年4月联合成立的《Dota 2》职业战队。

## 历史
中国电子竞技俱乐部LGD Gaming的原《Dota 2》分部成立于2009年。队伍取得了很大成功，在九年的时间里参加并赢得了多个锦标赛和比赛的冠军。2018年4月，法国足球俱乐部巴黎圣日耳曼投资了LGD，赞助了他们的Dota 2分部并将其更名为PSG.LGD。队伍在成立之初就取得了成功，赢下了2017-2018两个Dota职业巡回赛特锦赛的冠军，并且帮助他们直邀进入2018年Dota 2国际邀请赛。比赛中，他们最终进入决赛，但在决赛中苦战五局，最终不敌OG。
在18-19赛季中，PSG.LGD战队维持了TI8的阵容，到TI9时，夺得了季军。在最近的19-20赛季中，PSG.LGD战队决定更改自己的阵容，将原一号位选手AME转入CDEC战队担任一号位，之后阵容又经过多次更迭，现在确定的阵容如下。
2023年9月4日，PSG与LGD的合同到期，战队名称回归于LGD Gaming。

## 队员名单
資料來源：LGD电子竞技俱乐部
| 国籍           | ID             | 姓名   |
| -------------- | -------------- | ------ |
| 中华人民共和国 | shiro          | 郭轩昂 |
| 马来西亚       | NothingToSay   | 庄进祥 |
| 中华人民共和国 | 项羽           | 李龙武 |
| 中华人民共和国 | planet         | 林灏   |
| 中华人民共和国 | WhyouSm1Le(y`) | 张懿萍 |